# Alex Bourret
Pour les articles homonymes, voir Bourret.
Alex Bourret (né le 5 octobre 1986 à Drummondville, dans la province de Québec au Canada) est un joueur professionnel canadien de hockey sur glace.

## Carrière
Il commence sa carrière au sein de la Ligue de hockey junior majeur du Québec avec les Castors de Sherbrooke en 2002-2003. À l'issue de cette première saison, il rejoint les Maineiacs de Lewiston pour qui il joue deux saisons. Lors de la seconde saison avec Lewiston, il est élu joueur le plus sympathique de l'équipe par les fans et également meilleur pointeur de l'équipe.
Lors du repêchage d'entrée dans la Ligue nationale de hockey de 2005, il est choisi lors de la première ronde par les Thrashers d'Atlanta en tant que seizième choix. Il joue encore une saison dans la LHJMQ mais désirant se rapprocher de sa famille, il est échangé en retour de Stefano Giliati aux Cataractes de Shawinigan. Avec 114 points, il est encore une fois le meilleur pointeur de l'équipe.
Il commence la saison 2006-2007 dans la Ligue américaine de hockey avec les Wolves de Chicago, équipe affiliée aux Thrashers, mais est échangé avant la fin de la saison aux Rangers de New York en retour de Pascal Dupuis et d'un choix de troisième ronde au prochain repêchage.
Le 26 février 2007, il est échangé aux Coyotes de Phoenix en échange d'un choix de troisième ronde au repêchage d'entrée dans la LNH 2008.
Il rejoint donc l'équipe de la ligue américaine des Coyotes de Phoenix, le Rampage de San Antonio.
À l'automne 2009 il dispute deux matchs avec l'Isothermic de Thetford Mines de la Ligue nord-américaine de hockey, puis il évolue avec le HC Kometa Brno de l'Extraliga (République Tchèque). Il termine la saison avec les Wranglers de Las Vegas de l'ECHL.
En 2010-2011, il porte les couleurs du High1 de l'Asia League et du Reign d'Ontario de l'ECHL.
Le 28 septembre 2011, il signe un contrat avec le Thunder de Wichita de la Ligue centrale de hockey. Il dispute également quelques matchs avec les Sharks de Worcester de la Ligue américaine de hockey.
À l'automne 2012, il participe au camp d'entraînement des Cyclones de Cincinnati, puis le 16 octobre, il signe un contrat à titre d'agent libre avec les Riverkings de Cornwall de la Ligue nord-américaine de hockey. Le 8 décembre il signe un contrat avec l'Arlan Kokchetaou du Championnat du Kazakhstan de hockey sur glace. Le 4 janvier 2013 il fait un retour avec les Riverkings de Cornwall.
Le 20 janvier 2014 il est échangé à l'Isothermic de Thetford Mines en retour de Jean-François Laplante.

## Statistiques
| Saison    | Équipe                                       | Ligue          |    | Saison régulière | Saison régulière | Saison régulière | Saison régulière | Saison régulière |   | Séries éliminatoires | Séries éliminatoires | Séries éliminatoires | Séries éliminatoires | Séries éliminatoires |
| Saison    | Équipe                                       | Ligue          | PJ | B                | A                | Pts              | Pun              | PJ               | B | A                    | Pts                  | Pun                  |                      |                      |
| 2002-2003 | Castors de Sherbrooke                        | LHJMQ          | 61 | 13               | 15               | 28               | 73               | 12               | 1 | 1                    | 2                    | 10                   |                      |                      |
| 2003-2004 | Maineiacs de Lewiston                        | LHJMQ          | 65 | 22               | 41               | 63               | 94               | 7                | 4 | 5                    | 9                    | 20                   |                      |                      |
| 2004-2005 | Maineiacs de Lewiston                        | LHJMQ          | 65 | 31               | 55               | 86               | 172              | 8                | 6 | 8                    | 14                   | 25                   |                      |                      |
| 2005-2006 | Cataractes de Shawinigan                     | LHJMQ          | 67 | 44               | 70               | 114              | 133              | 7                | 3 | 4                    | 7                    | 14                   |                      |                      |
| 2006-2007 | Wolves de Chicago                            | LAH            | 45 | 11               | 21               | 32               | 46               | -                | - | -                    | -                    | -                    |                      |                      |
| 2006-2007 | Wolf Pack de Hartford                        | LAH            | 23 | 5                | 13               | 18               | 12               | 7                | 3 | 8                    | 11                   | 2                    |                      |                      |
| 2007-2008 | Wolf Pack de Hartford                        | LAH            | 54 | 9                | 24               | 33               | 78               | 5                | 1 | 3                    | 4                    | 17                   |                      |                      |
| 2008-2009 | Rampage de San Antonio                       | LAH            | 46 | 3                | 11               | 14               | 42               | -                | - | -                    | -                    | -                    |                      |                      |
| 2009-2010 | Isothermic de Thetford Mines                 | LNAH           | 2  | 0                | 2                | 2                | 0                | -                | - | -                    | -                    | -                    |                      |                      |
| 2009-2010 | HC Kometa Brno                               | Extraliga Tch. | 16 | 0                | 1                | 1                | 8                | -                | - | -                    | -                    | -                    |                      |                      |
| 2009-2010 | Wranglers de Las Vegas                       | ECHL           | 36 | 18               | 28               | 46               | 81               | 4                | 2 | 1                    | 3                    | 0                    |                      |                      |
| 2010-2011 | High1                                        | Asia League    | 16 | 7                | 6                | 13               | 106              | -                | - | -                    | -                    | -                    |                      |                      |
| 2010-2011 | Reign d'Ontario                              | ECHL           | 42 | 12               | 25               | 37               | 68               | -                | - | -                    | -                    | -                    |                      |                      |
| 2011-2012 | Sharks de Worcester                          | LAH            | 6  | 0                | 3                | 3                | 4                | -                | - | -                    | -                    | -                    |                      |                      |
| 2011-2012 | Thunder de Wichita                           | LCH            | 43 | 20               | 37               | 57               | 168              | 14               | 5 | 9                    | 14                   | 14                   |                      |                      |
| 2012-2013 | Arlan Kokchetaou                             | Kazakhstan     | 3  | 0                | 0                | 0                | 0                | -                | - | -                    | -                    | -                    |                      |                      |
| 2012-2013 | Riverkings de Cornwall                       | LNAH           | 31 | 12               | 20               | 32               | 58               | 9                | 0 | 3                    | 3                    | 35                   |                      |                      |
| 2013-2014 | Riverkings de Cornwall                       | LNAH           | 20 | 7                | 12               | 19               | 44               | -                | - | -                    | -                    | -                    |                      |                      |
| 2013-2014 | Isothermic de Thetford Mines                 | LNAH           | 12 | 1                | 6                | 7                | 33               | 17               | 3 | 6                    | 9                    | 17                   |                      |                      |
| 2014-2015 | Thunder de Wichita                           | ECHL           | 6  | 2                | 1                | 3                | 6                | -                | - | -                    | -                    | -                    |                      |                      |
| 2014-2015 | Isothermic de Thetford Mines                 | LNAH           | 4  | 0                | 2                | 2                | 2                | -                | - | -                    | -                    | -                    |                      |                      |
| 2014-2015 | Caribous de Clarenville                      | NLSHL          | 2  | 0                | 3                | 3                | 2                | -                | - | -                    | -                    | -                    |                      |                      |
| 2014-2015 | Prédateurs de Laval                          | LNAH           | 12 | 2                | 8                | 10               | 26               | 4                | 0 | 1                    | 1                    | 8                    |                      |                      |
| 2015-2016 | Prédateurs de Laval                          | LNAH           | 6  | 1                | 8                | 9                | 20               | -                | - | -                    | -                    | -                    |                      |                      |
| 2015-2016 | Marquis de Jonquière                         | LNAH           | 32 | 2                | 17               | 19               | 33               | 6                | 0 | 3                    | 3                    | 6                    |                      |                      |
| 2016-2017 | Prédateurs de Laval                          | LNAH           | 15 | 1                | 8                | 9                | 27               | -                | - | -                    | -                    | -                    |                      |                      |
| 2016-2017 | Blizzard Cloutier Nord-Sud de Trois-Rivières | LNAH           | 12 | 0                | 8                | 8                | 24               | -                | - | -                    | -                    | -                    |                      |                      |
| 2017-2018 | Trackvale d'Acton Vale                       | LHSR           | 4  | 4                | 5                | 9                | 4                | -                | - | -                    | -                    | -                    |                      |                      |
| 2017-2018 | Marquis de Jonquière                         | LNAH           | 11 | 4                | 3                | 7                | 24               | 2                | 0 | 0                    | 0                    | 0                    |                      |                      |

## Trophées et honneurs personnels
- Ligue centrale de hockey
  - 2011-2012 : participe au match des étoiles.
- Ligue nord-américaine de hockey
  - 2012-2013 : remporte le Trophée de la recrue offensive.